# Bouficha
Bouficha (arabe : بوفيشة) ou Bou Ficha est une ville tunisienne située à une soixantaine de kilomètres au sud de Tunis, entre Hammamet et Enfida, à proximité du golfe d'Hammamet.
Rattachée administrativement au gouvernorat de Sousse, elle constitue une municipalité de 9 931 habitants en 2014. Chef-lieu d'une délégation, c'est un important centre industriel notamment dans le secteur textile.
À proximité de la ville se trouve le site archéologique de Pheradi Majus ainsi qu'un parc animalier, Friguia Parc, qui permet de côtoyer des animaux sur une trentaine d'hectares.
Au mois de juillet, un festival polyculturel est organisé à Bouficha.